# Anomala vuilletae
Anomala vuilletae är en skalbaggsart som beskrevs av Renaud Maurice Adrien Paulian 1959. Anomala vuilletae ingår i släktet Anomala och familjen Rutelidae. Inga underarter finns listade i Catalogue of Life.